# هذا الأندلسي
هذا الأندلسي هي رواية للكاتب المغربي بنسالم حميش. صدرت لأوّل مرة عام 2007 عن دار الآداب للنشر والتوزيع في بيروت. ودخلت في القائمة الطويلة للجائزة العالمية للرواية العربية«بوكر» لعام 2009.

## حول الرواية
يستعيد الروائي المغربي «بنسالم حميش» في هذه الرواية فترة فاصلة في حياة عرب الأندلس، أي تلك الفترة التي سبقت سقوط غرناطة، وجسدت ضعف العرب وأزمتهم الحضارية وشيوع التعصب الفكري والديني بين ظهرانيهم. تنجح الرواية في إعادة صوغ حياة الصوفي ابن سبعين مستعينةً بكتبه وتأملاته ورؤيته المتسامحة وتأملاته للدين والعيش، في ما يشكل ضوءًا ساطعًا يلقيه الروائي على الواقع الراهن.

## نبذة عن الرواية
تحكي رواية” هذا الأندلسي” سيرة العالم و الفيلسوف المتصوف ابن سبعين الذي دفعته نوائب الزمان ومصائب الوقت الى الهجرة من الأندلس الى سبتة، بسبب هجمات القشتاليين الذين يستحوذون على مدن الأندلس الواحدة تلو الأخرى، و يضيقون الخناق على ما تبقى من مدن و محلات محاصرة مفككة الأوصال يتطاحن فيها ملوك الطوائف، و يتحالفون مع الشيطان من أجل ملك زائف، و سلطة وهمية،و تكالب فقهاء الفروع و أبطال التكفير، وتآمر أصحاب السلطان، مما دفعه الى الهجرة نحو سبتة، حيث سيلتقي هناك بفيحاء التي ستصير زوجته،ويعيش معهاأحلى أيامه بين زوجة محبة، و زاوية للتعبد و التأمل والكتابة. لكن فرحته لم تدم طويلا، اذ سرعان ماانتشر خبر ابن سبعين في سبتة، و عادت مضايقة السلطة بأمر من الأمير السعيد و فقهاء المدينة، ليحزم أمتعته و يرحل،عملابنصيحة الوالي، الى الحج حتى تهدأ الأمور. و في رحلته الحجازية سيمر ابن سبعين ببجاية و تونس و القاهرة وصولا الى مكة و في كل حاضرة من هذه الحواضر كان يلقى نصيبه من المضايقات و الاستفزازات،و لم يكن يخفف منها، في الغالب، سوى صحبة أبي الحسن الششتري الصوفي الهائم، صاحب الصوت الرخيم، و الموشحات الرائقة. و بوصوله الى مكة ستنتهي معاناته الى أجل مسمى، بسبب احتضان واليها الشريف “ابن المنى” له، و بسبب هذا الاحساس بالأمان سيطلب ابن سبعين من زوجته اللحاق به، لكن المنية ستدركهاعلى مشارف مكة ليتزوج ابن سبعين من أمامة التي عوضته الحب و الحنان، قبل أن تشتد به من جديد مضايقات السلطان الظاهر بيبرس الذي جاء بنفسه الى الحجاز طالبا رأسه، لكن الأقدار حالت بينه و بين السيف، لكنها لم تحل بينه و بين ألم الرأس الذي ألم به، و النزيف الذي أنفذ كل ما يجري في جسده الواهن من دم، ليسقط صريع الصوفية ميتا.

## الشخصيات
أبو محمد عبد الحق ابن سبعين هو محور الرواية وهو شخصية أندلسية حقيقية، ولد بقرية رقوطة في بادية مرسية في شهر رجب، عام 614 للهجرة. فيلسوف ومتصوف، جعل منه الكاتب شخصية روائية يروي سيرته في ثلاثة فصول: البحث عن المخطوطة الضائعة، سبتة ـ رباط حبي وتوحيدي، الموت في مكة. ابتعد عن كل مغريات السلطة والتقرب إلى الحكام، فكان مقبلا على القراءة والتعليم وتحصيل الكتب من كل صوب، ويوصي طلبته بها بتعيين عناوين منها. يؤيده في أفكاره وفلسفته في الحياة عدد كبير من طلبته، منبها إياهم في أحد دروسه: "لا تنادوني بالإمام أو الشيخ أو القطب، إنما أنا معلم أطلعكم في العلم على ما يتيسر لي، وفي الرأي بما يخالجني ويبدو لي، فلا تطلبوا مني الخوارق والكرامات، ولا ما فوق طاقتي ودلوي". يقول عنه الكاتب: “إن ما جذبني إلى ابن سبعين وقوى انشغالي به أنه شخصية تراجيدية، وبالتالي روائية بامتياز، ننفذ من خلال سيرته وكتاباته إلى عمق عصر زاخر بالأحداث الجسام والأعلام الكبار في مجالات الفكر والتصوف والأدب والسياسة”. وما أضافه الكاتب إلى هذه الحقائق التاريخية الموثقة هو ملء البياضات المرافقة بتخييل سردي وبناء فني تفرعت عنه شخصيات عدة منها:
شخصية المرأة: وتمثلت في عدة نساء رافقن ابن سبعين في مسار حياته، وهن في الغالب مختلفات العقيدة، مثقفات وشاعرات وذوات عمق وجداني ومتحررات في تصرفاتهن. منهن أخته زينب وميمونة الولهانة بابن سبعين إلى درجة المرض، وحيفاء زوجته في سبتة.
شخصيات من الفقهاء وذوي السلطة يتعصبون ويتطاعنون فيما بينهم، وعبرهم جسد الكاتب الصراع الديني والسياسي الذي كان سائدا في القرن السابع الهجري بالأندلس والذي لقي منه ابن سبعين نصيبه من الاضطهاد والترحيل من مكان إلى آخر.
الطلبة وهم مجموعة من الشباب المتعطشين للمعرفة، يتحلقون حول ابن سبعين في المساجد أو في الخلاء عندما منع معلمهم من دخول المساجد بسبب أفكاره المعارضة للسياسيين والفقهاء الذين يسيرون على خطاهم. من أقربهم إليه عبد العلي الناصر وعمرو القرطبي. وهؤلاء الطلبة لعبوا دور حماية معلمهم من الاعتداءات التي كان يتعرض لها من كل من الساسة والفقهاء.

## الفكر الصوفي في الرواية
ابن سبعون شخصية تاريخية، فيلسوف وصوفي، وهذا ما جسده بنسالم حميش في روايته عندما حعل منه شخصية روائية، من خلال استثمار خصال من شخصيته كالتنازل عن أملاكه للغير، وزهده في المناصب الحكومية، وطلبه للعلم معتبرا مهنة تعليم طلابه القيم وتعاليم الدين هي المهنة الأكثر تلاؤما مع فكره المعارض، واستثمار السفر من مكان إلى آخر وارتياد أماكن مختلفة منها المفتوحة كالجبل والبحر والصحراء والسواقي وكلها لها دلالة في عالم التصوف لما تحققه من خلوة وتأمل في الكون، وأماكن مغلقة كالمساجد ودور العبادة والزوايا باعتبارها أمكنة مقدسة. وهذا ما فصلته الباحثة كريمة بلعربي في مقال لها حول المكان الصوفي في الرواية

## السرد في الرواية
تتميز رواية "هذا الأندلسي" بأسلوب سردي يجمع بين الرواية التاريخية والفلسفة الصوفية، حيث يُقدم بنسالم حميش صورة شاملة عن حالة الصراع الفكري والاجتماعي في الأندلس في مرحلة الانحدار. من خلال شخصية عبد الحق بن سبعين، يُبرز الكاتب الصراع الداخلي بين التزامه الروحي ومواجهته للضغوط الاجتماعية والسياسية، ما يعكس الأزمة الحضارية التي عاشها العرب في تلك الحقبة. كما تُسلط الرواية الضوء على التوتر بين الفكر العقلاني والفلسفة الصوفية والتعصب الديني، الأمر الذي يجعلها نموذجًا للرواية الفكرية التي تسعى إلى استكشاف جدليات الهوية والتاريخ والحوار بين الأديان والثقافات. تُعتبر هذه الرواية إضافة قيمة للمكتبة العربية، حيث تجمع بين عمق الفلسفة وروعة السرد التاريخي، ما يجعلها مصدراً هاماً لفهم التراث الأندلسي عبر منظور معاصر.

## أقوال النقاد
تعتمد - الرواية - على العنصر التخييلي الذي قد يتقاطع أو يتفارق مع ما هو توثيقي حول هذه الشخصية - ابن سبعين -. حيث يظل التباين واضحا بين السير التقليدية، والسيرة الروائية التاريخية التي لا تقول التاريخ لأنه ليس هاجسها، و لا تتقصى الأحداث والوقائع لاختبارها
يجعل الكاتب البطل ابن سبعين يغيب في رحلة بحثه عن شيء فقده ، فالمخطوط الضائع هو ما يبحث عنه البطل الصوفي ابن سبعين في الرواية ويريد الوصول إليه ، ويتحول الوصول إلى بحث عن زمن آخر، كما هو بحث عن المكان الآخر، إن الضياع يقابل الوصول ولكن لا زمن فيه للعظمة التاريخية إلا في الزمن الآخر.